# Heterolepidoderma patella
Heterolepidoderma patella är en djurart som tillhör fylumet bukhårsdjur, och som beskrevs av Schwank 1990. Heterolepidoderma patella ingår i släktet Heterolepidoderma och familjen Chaetonotidae. Inga underarter finns listade i Catalogue of Life.